# Wilhelm Behn

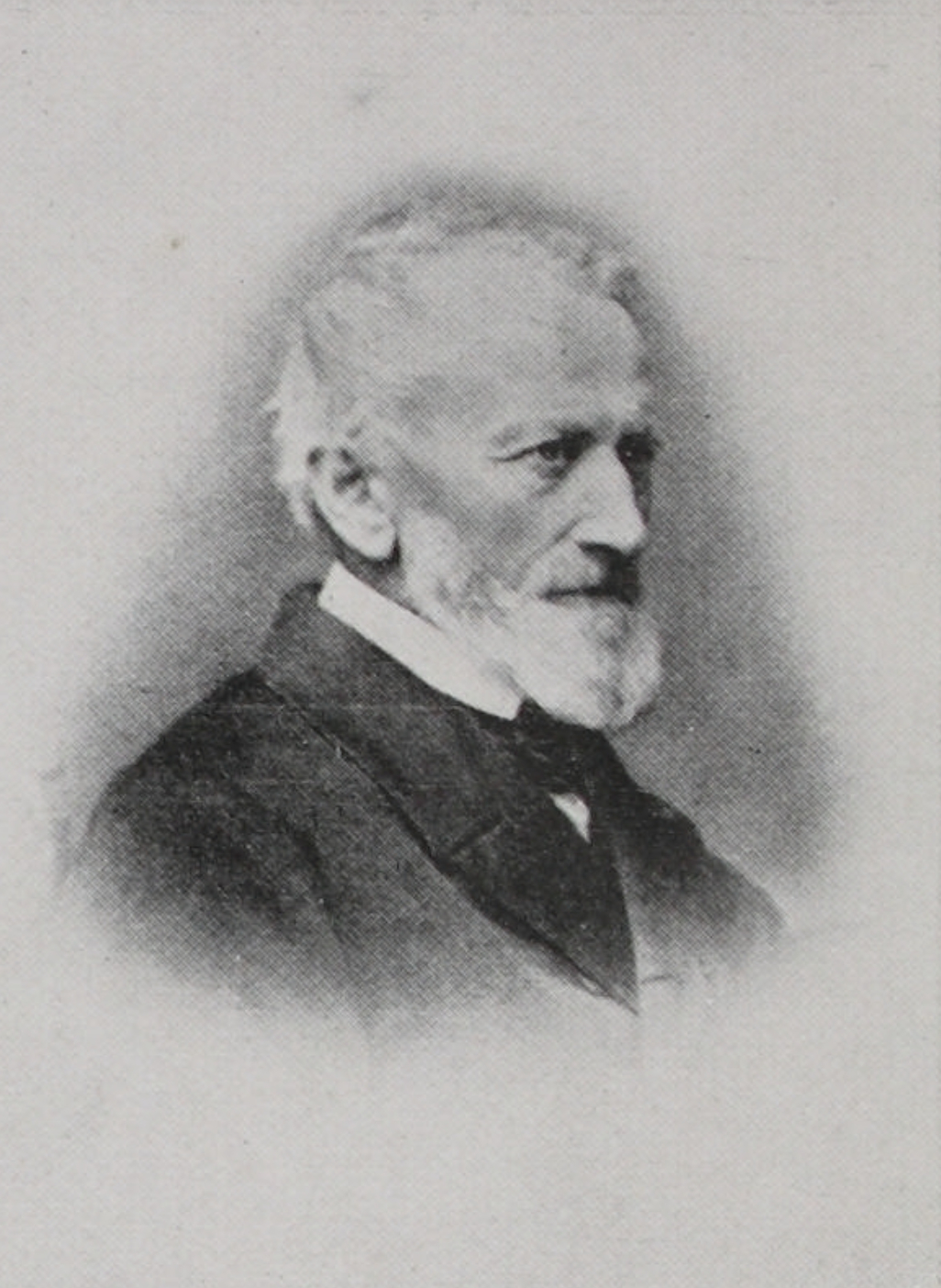
Wilhelm Behn

Wilhelm Friedrich Georg Behn (* 25. Dezember 1808 in Kiel; † 14. Mai 1878 in Dresden) war ein deutscher Anatom und Zoologe. Er wirkte von 1833 bis 1867 als Professor an der Universität Kiel, an der er 1865 auch als Rektor fungierte. Von 1870 bis 1878 war er als Nachfolger von Carl Gustav Carus der 14. Präsident der Kaiserlichen Leopoldinisch-Carolinischen Deutschen Akademie der Naturforscher.

## Leben
Wilhelm Friedrich Georg Behn wurde 1808 in Kiel geboren und studierte ab 1828 Medizin an der Universität Göttingen und an der Universität Kiel, an der er 1832 auch promovierte. Nach seiner Ernennung zum Privatdozenten 1833 wurde er vier Jahre später in Kiel zum außerordentlichen Professor für Anatomie und Physiologie sowie zum Direktor des Instituts für Anatomie und des Zoologischen Museums berufen. Im Jahre 1834 studierte er Medizin in Paris. Zu dieser Zeit war die Medizin in Frankreich durch eine naturwissenschaftliche Herangehensweise geprägt. Er knüpfte ein weites Netz von persönlichen und brieflichen Kontakten etwa zu Guillaume Dupuytren, Marie Jean Pierre Flourens, Jean Léonard Marie Poiseuille und anderen Mitgliedern der Académie des sciences de l’Institut de France.
Mit der dänischen Korvette Galathea begann er 1845 eine Weltumseglung, die er jedoch im Februar 1847 zugunsten einer Forschungsreise durch Südamerika abbrach. Nachdem er 1848 nach Kiel zurückgekehrt war, wurde er im gleichen Jahr zum ordentlichen Professor für Anatomie und Zoologie befördert. 1860 fungierte er als Abgeordneter der Universität Kiel zur Holsteinischen Ständeversammlung, fünf Jahre später amtierte er als Rektor der Universität. Nachdem er sich im Oktober 1867 als Ausdruck seines Protests gegen die Annexion Holsteins durch Preußen und die Bildung der preußischen Provinz Schleswig-Holstein von seiner Professur zurückgezogen hatte, wirkte er von 1870 bis 1878 als Präsident der Kaiserlichen Leopoldinisch-Carolinischen Deutschen Akademie der Naturforscher, in die er 1848 aufgenommen worden war. Er starb 1878 in Dresden, die wissenschaftliche Auswertung seiner Forschungsexpedition blieb unvollendet.
Sein Name ist mit dem Grauflügel-Ameisenschlüpfer (Myrmotherula behni) verbunden.
Er heiratete Auguste von Kieser, eine Tochter des Mediziners Dietrich Georg Kieser. Eine Tochter Wilhelm Behns war die Bildhauerin Meta Behn (1852–1925).

## Schriften (Auswahl)
- George Cuvier’s Briefe an C.H. Pfaff aus den Jahren 1788 bis 1792, naturhistorischen, politischen und literarischen Inhalts. Kiel 1845 (als Herausgeber)
- Prof. R. Owen’s Osteologie der Dronte (Didus ineptus, L.). Dresden 1868
- Herr Medicinalrath Dr. Friedrich Küchenmeister und die Leopoldinisch-Carolinische Akademie der Naturforscher. Hamburg 1869